# Salvo Basile
Salvatore Basile Ferreira (Nápoles, 18 de mayo de 1940), más conocido como Salvo Basile, es un actor y productor de cine y televisión italiano, nacionalizado colombiano, país en el que reside desde 1968.

## Filmografía

### Televisión
| Año       | Título                      | Personaje                     |
| --------- | --------------------------- | ----------------------------- |
| 2020      | Love motel                  |                               |
| 2017      | La luz de mis ojos          | Fuad Chadid                   |
| 2017      | Déjala morir                | Periodista de la RAI          |
| 2015      | Lady, la vendedora de rosas | Participación especial        |
| 2013      | La selección                |                               |
| 2012      | Lynch                       | Andretti                      |
| 2011      | La Teacher de inglés        | "Don Luca"                    |
| 2009      | Las trampas del amor        | Edmundo Romano                |
| 2004-2005 | Las noches de Luciana       | Massimo Nero                  |
| 2003      | Sofía dame tiempo           | Salvatore Sabina              |
| 2000-2002 | Pobre Pablo                 | Luciano                       |
| 1998      | ¡Ay cosita linda mamá!      | Pietro Ferragamo              |
| 1997      | La mujer en el espejo       | Luis Fiero 'Diablo'           |
| 1996      | Prisioneros del amor        | Vulcano                       |
| 1996      | Nostromo                    | General Montero               |
| 1995      | Leche                       | "Cardinale Cheesburguer"      |
| 1994-5    | Café, con aroma de mujer    | "Gian Carlo"                  |
| 1993      | Señora Isabel               | Luis Fernando                 |
| 1992      | Sangre de lobos             |                               |
| 1989      | Calamar                     | Herrero                       |
| 1989      | Azúcar                      | Augusto Pignatelli Spinazolla |
| 1966      | Luisa Sanfelice             | L'avvocato Vanvitelli         |

## Cine
| Año  | Película                                     | Personaje            | Director                                |
| ---- | -------------------------------------------- | -------------------- | --------------------------------------- |
| 2019 | Los Ajenos Fútbol Club                       |                      | Juan Camilo Pinzón                      |
| 2017 | Un caballo llamado elefante                  |                      | Andrés Waissbluth                       |
| 2013 | El Paseo 3                                   | Jefe Villano         | Juan Camilo Pinzón                      |
| 2013 | Piloto                                       | Javier Duarte        | Al Marenco Sáenz y William S. Goldstein |
| 2011 | Lecciones para un beso                       | Humberto             | Juan Pablo Bustamante                   |
| 2009 | El cielo                                     | Padre Salvatore      | Alessandro Basile                       |
| 2007 | Love in the time of cholera                  | Alcalde de la ciudad | Mike Newell                             |
| 1996 | Ilona llega con la lluvia                    | Yosip                | Sergio Cabrera                          |
| 1995 | Steal Big Steal Little                       | Luis                 | Andrew Davis                            |
| 1994 | Águilas no cazan moscas                      | Matatigres           | Sergio Cabrera                          |
| 1993 | La estrategia del caracol                    | Matatigres           | Sergio Cabrera                          |
| 1987 | Cobra verde                                  | Capitán Fraternidade | Werner Herzog                           |
| 1982 | Banana Joe                                   | Agente de policía    | Steno                                   |
| 1981 | Dos granujas en el Oeste                     | Oficial              | Michele Lupo                            |
| 1980 | Holocausto caníbal                           | Chaco Losojos        | Ruggero Deodato                         |
| 1976 | Paco                                         |                      |                                         |
| 1976 | El soldado de fortuna                        | Popolano nella bisca |                                         |
| 1974 | Dos misioneros                               | Monsignor Jiménez    |                                         |
| 1968 | El mercenario                                |                      |                                         |
| 1968 | Hasta que llegó su hora                      |                      |                                         |
| 1968 | Black Jesus                                  |                      |                                         |
| 1968 | Gangsters '70                                |                      |                                         |
| 1966 | Dispara fuerte, más fuerte... no lo entiendo |                      |                                         |

## Premios y nominaciones

### Premio India Catalina
| Año  | Categoría                           |
| ---- | ----------------------------------- |
| 2019 | Premio Víctor Nieto a toda una vida |

### Premios TVyNovelas
| Año  | Categoría              | Título                | Resultado |
| ---- | ---------------------- | --------------------- | --------- |
| 1999 | Mejor Actor Antagónico | La mujer en el espejo | Nominado  |